# Ixora marsdenii
Ixora marsdenii är en måreväxtart som beskrevs av Henry Nicholas Ridley. Ixora marsdenii ingår i släktet Ixora och familjen måreväxter. Inga underarter finns listade i Catalogue of Life.